# Saint-Mamert
Saint-Mamert is een plaats en was een gemeente in het Franse departement Rhône (regio Auvergne-Rhône-Alpes) en telt 62 inwoners (2009). De plaats maakt deel uit van het arrondissement Villefranche-sur-Saône.
Op 1 januari 2019 ging de Saint-Mamert gemeente op in de nieuw gevormde gemeente Deux-Grosnes. Bij die fusie gingen ook de buurgemeenten Avenas, Monsols, Ouroux, Saint-Christophe, Saint-Jacques-des-Arrêts en Trades op in Deux-Grosnes.

## Geografie
De oppervlakte van Saint-Mamert bedraagt 3,2 km², de bevolkingsdichtheid is dus 19,4 inwoners per km².
De onderstaande kaart toont de ligging van Saint-Mamert met de belangrijkste infrastructuur en aangrenzende gemeenten.

## Demografie
Onderstaande figuur toont het verloop van het inwonertal (bron: INSEE-tellingen).